# 川端健嗣
川端 健嗣（かわばた けんじ、1962年（昭和37年）2月21日 - ）は、フジテレビ広報局エグゼクティブアドバイザーで、元同局アナウンサー。 既婚。

## 来歴・人物
東京都中央区銀座出身。立教小学校、立教中学校（現・立教池袋中学校）、立教高等学校（現・立教新座高等学校）、立教大学経済学部経営学科卒業。大学時代、東京六大学の学生が様々な拷問に耐えることを競う番組『ザ・ガマン』（フジテレビ）に出演し、ロタ島でオオトカゲと対決したこともある。大学卒業後の1984年、アナウンサーとしてフジテレビに入社。同期入社のアナウンサーに、吉崎典子、寺田理恵子、三竹映子などがいる。アルペンスキー・ワールドカップ実況・『プロ野球ニュース』の試合結果実況を担当するなど、スポーツ中継担当経験もある。
2000年4月から2001年8月までニューヨーク支局特派員としてニューヨークに赴任した。後輩アナウンサーの福原直英にバトンタッチしたが、2007年に同じくニューヨーク支局勤務だった野島卓が帰国し、後任の佐野瑞樹が就任するまでの間代理を務めるなどしていた。そして2012年、同じくニューヨーク支局勤務だった長谷川豊が自身の不祥事発覚に伴い、本社召還措置を受けたため、次の後任が決まるまで（2年後輩の阿部知代）の間、2度目の代理を務めた。
フジテレビを代表する番組の司会進行をジャンル問わず先輩アナウンサーから多く引き継いでいることが多く、1994年に、前年に逝去した逸見政孝の後任としてバラエティ番組正月特番『タモリ・たけし・さんまBIG3 世紀のゴルフマッチ』の司会、2002年春から2006年秋まで、堺正幸の後任として報道番組『FNNスピーク』の平日メインキャスター、1996年 - 2004年まで、露木茂の後任として音楽番組特番『FNS歌謡祭』の総合司会を楠田枝里子とともに9年連続で務めた（ニューヨーク赴任中の2000年も、一時帰国して担当）。2005年以降も2011年まで進行役として引き続き出演した。
ニューヨーク勤務を終え帰国後、2001年12月に9歳年下の女性と結婚。疑惑を払拭するため、同年の『明石家サンタの史上最大のクリスマスプレゼントショー』のスタジオに駆けつけ、司会の明石家さんまと後輩にあたる八木亜希子に証人になってもらった。
3年後の2004年、盲腸で入院していた病床から『明石家サンタの史上最大のクリスマスプレゼントショー』に電話出演。偶然にも自動車を当ててしまったが、社員であるため辞退した。
2007年3月2日、兄弟会社であるニッポン放送の『森永卓郎と垣花正の朝はニッポン一番ノリ!』で、垣花正の代役としてパーソナリティを担当した。その年末に『メダマ!?ラジオ』のパーソナリティーとして、ニッポン放送の増田みのりアナと2ヶ月間毎週出演した。さらに2010年10月からの1年半にわたり『開局!フジテレビラジオ』（→ 『ザ・フジテレビラジオ』）にも出演した。ちなみにかつての同僚・近藤サトがパーソナリティーを務めていたTBSラジオ『ラ・ラ・ラ♪日ようび』にゲスト出演した事がある。
アナウンサー時代後半は管理職業務に専念しており、フジ系列アナウンス用語統一部会の委員、新聞用語懇談会の委員なども務めていた。ナレーションの仕事が多いが、『大使館の食卓』（BS）はレギュラーで出演、また『SMAP×SMAPスペシャル』『人志松本のすべらない話 ザ・ゴールデン』などのバラエティーの特番などで顔出しがあった。
2013年6月27日付でBSフジ広報局専任局長に異動となった。ただし、BSフジの番組でも『原宿ブックカフェ』や『Lafesta Mille Miglia』で司会やリポート、また数々の特番でナレーターを務めた。
フジテレビの番組では、BSフジへの異動直後の2013年8月3日・4日に放送された『FNS27時間テレビ　女子力全開2013　乙女の笑顔が明日をつくる!!』において、3日未明（4日早朝）の「さんま・中居の今夜も眠れない」へ特別に出演。「BSフジ広報局専任局長」の肩書で、「スーパーイリュージョン能」（ビートたけし扮する「牛田ノウ」・岡村隆史扮する「小牛田隆史」による能楽コント）の中継リポーターを務めた。また、2014年6月14日に放送された『コサキン・天海の超発掘!ものまねバラエティー マネもの』内のドラマコーナー「クローンセブン」では、ナレーターを担当している。
2017年7月1日付の人事異動で、BSフジ社長からフジテレビ社長に就任する宮内正喜と共にフジテレビに帰任し、秘書室社長秘書役となったが、BSフジ『Lafesta Mille Miglia』の司会、リポートや『木梨目線！憲sunのHAWAII』のナレーターを務めていた。2019年7月より、宮内社長が会長に昇任したことに伴い、役員待遇会長秘書役を務めた。2024年4月27日放送の『心はロンリー気持ちは「・・・」FINAL』にご長寿クイズのアナウンサー役で出演。総合演出の三宅恵介からの要望で、アミダばばあに扮した明石家さんまと共演した。
2024年6月に宮内会長が退任し上野の森美術館館長に就任したタイミングで、秘書室を離れて広報局に異動。現在は広報局エグゼクティブアドバイザーとして活動している。

## 過去の出演番組
フジテレビアナウンサー時代（報道・情報番組）
| 期間                              | 期間                               | 番組名                                | 役職                             | 担当日     |
| --------------------------------- | ---------------------------------- | ------------------------------------- | -------------------------------- | ---------- |
| 1985年4月1日                      | 1986年3月31日                      | FNNモーニングワイド ニュース&スポーツ | コーナーキャスター               | 平日       |
| 1985年4月4日                      | 1988年4月1日                       | 3時のあなた                           | 司会                             | 木・金曜日 |
| 1985年4月6日                      | 1986年3月30日                      | FNNスーパータイム                     | スポーツキャスター               | 休日       |
| 1986年4月1日                      | 1987年9月30日                      | FNNモーニングコール                   | 司会                             | 平日       |
| 1990年4月5日                      | 1990年9月28日                      | FNNニュース・明日の天気FNN NEWSCOM    | キャスター                       | 木・金曜日 |
| 1990年10月5日                     | 1991年3月29日                      | FNNニュース・明日の天気FNN NEWSCOM    | キャスター                       | 金曜日     |
| 1991年4月1日                      | 1994年3月31日                      | おはよう!ナイスデイ                   | 司会                             | 平日       |
| 1994年4月2日                      | 1995年3月25日                      | スポーツWAVE                          | キャスター                       | 土曜日     |
| 1996年4月6日                      | 1998年3月28日                      | FNNスピーク                           | キャスター                       | 土曜日     |
| 1997年4月5日                      | 1998年3月29日                      | FNNニュース ザ・ヒューマン            | キャスター                       | 休日       |
| 1998年3月30日                     | 1999年3月31日                      | ニュースJAPAN                         | キャスター                       | 平日       |
| 2000年4月3日 および 2012年6月25日 | 2001年9月28日 および 2012年8月21日 | めざましテレビ                        | ニューヨークレポーター           | （交替制） |
| 2002年4月1日                      | 2006年9月29日                      | FNNスピーク                           | キャスター                       | 平日       |
| 2010年3月29日                     | 2012年3月30日                      | 知りたがり!                           | 『いいものプレミアム』キャスター | 平日       |
| 2012年4月1日                      | 2012年6月24日                      | FNNレインボー発・あすの天気           | シフト勤務キャスター             | 隔週日曜日 |
| 2012年4月2日 および 2012年8月27日 | 2012年6月18日 および 2013年3月25日 | ノンストップ!                         | コーナー進行役                   | 月曜日     |
| 2012年6月11日                     | 2012年8月21日                      | めざにゅ～                            | ニューヨークレポーター           | （交替制） |
| 2012年6月30日                     | 2012年8月18日                      | めざましどようび                      | ニューヨークレポーター           | （交替制） |

フジテレビアナウンサー時代（バラエティ番組・ドラマなど）
- 森田一義アワー 笑っていいとも!（テレフォンアナウンサーとして出演、タモリと共演）
- オレたちひょうきん族（コーナーの司会）
- なるほど!ザ・ワールド（同期のよしざわたか（吉沢孝明元アナ）と組んで海外レポーター）
- プロ野球ニュース（1985年頃、試合結果実況担当）
- スポーツいい話（土曜朝、司会）
- 音楽の正体（ナレーター）
- 音効さん（司会・ナレーター）
- 郁恵の今日何にする?（榊原郁恵と司会）
- 生さんま みんなでイイ気持ち!（コーナーレポーター）
- ビートたけしのつくり方（コーナー進行役とコントに出演）
- 平成教育委員会（教育実習生・進行役で北野武と共演）
- 天下ごめんネ!!（司会）
- ダウンタウンのごっつええ感じ（コーナーの司会）
- タモリ・たけし・さんまBIG3 世紀のゴルフマッチ（司会・※FNS23時間テレビ内のBIG3コーナー司会も担当）
- めちゃ2イケてるッ!（2007年度に1度出演）
- 晴れたらイイねッ!（レポーター）
- DO!DO!DO!（体験リポーター）
- 話題にアタック（司会）
- ワールドカップスキー・モータースポーツ（レース実況）
- ウゴウゴルーガ（ウゴウゴくんこと田嶋秀任の代役で出演）
- 僕らの音楽2（BSフジ版・ナレーション）
- まごまご嵐（「嵐のお江戸発見伝」進行役）
- 志村屋です。（コント劇、定食屋肥後の第4回の見合いと云う話で写真として特別ゲストで出演）
- ネプリーグ（同僚の三宅正治、高木広子と共演。2009年7月27日放送ではアナウンサーチームキャプテン）
- 世界の絶景100選（ナレーション）
- クイズ!ヘキサゴンII（同僚の戸部洋子、宮瀬茉祐子、中村光宏、加藤綾子と共演）
- BOSS 2ndシーズン 第3話（アナウンサー役）
- 謎解きはディナーのあとでスペシャル（記者役）
- 開局!フジテレビラジオ → ザ・フジテレビラジオ（ニッポン放送・パーソナリティー）
- 志村X（コント劇、有限会社 志村運送の第71回の100万円拾ったと云う話で100万円を探してた男として特別ゲストで出演）
- FNS歌謡祭（総合司会→進行。1996年 - 2011年）
- SMAP×SMAP（一部コーナーのナレーション担当、BSフジ広報局への異動後も継続）
- 大使館の食卓（BSフジ・リポーター）
- プラモつくろうCUSTOM（CS、ナレーター）
- 人志松本のすべらない話ザ・ゴールデン（観覧席司会、2008年6月21日放送分以降）
- 東京風〜TOKYO WINDS〜

### BSフジ広報局への異動後
- FNS27時間テレビ　女子力全開2013　乙女の笑顔が明日をつくる!!（前述）
- The GAME～震えた日～（ナレーション）
- 木梨目線! 憲sunのHAWAII（ナレーション）
- 原宿ブックカフェ（【ブックサロン】コーナー司会・声優の池澤春菜と共に司会）
- アスリートのチカラ（司会）
- Lafesta Mille Miglia（司会、リポート）

## CM
- 扶桑社『SPA!』（1990年）

## レコード
いずれも、既に廃盤となっている。
- 『初恋は忘れていない』

文字放送キャンペーンの主題歌として、各局の代表が、もんた隊としてセーラー服と学生服を着て歌った。秋元康作詞・見岳章作曲・編曲。ちなみに、日本テレビの代表は徳光和夫であった（なお、徳光は川端の大学の先輩にあたる）。
- 『気分は、はじけるピーチ』（1986年）森浩美作詞・網倉一也作曲・中村弘明編曲。 - 長野智子とのデュエット

『FNNモーニングコール』主題歌。
- 『ちょっと どこ行くの』（1988年） - 吉沢孝明とのデュエット、「ヨッちゃん＆ケンちゃん」名義

『なるほど!ザ・ワールド』エンディングテーマ。荒木とよひさ作詞・宇崎竜童作曲・柿沼寛編曲。